# Pedale una corda

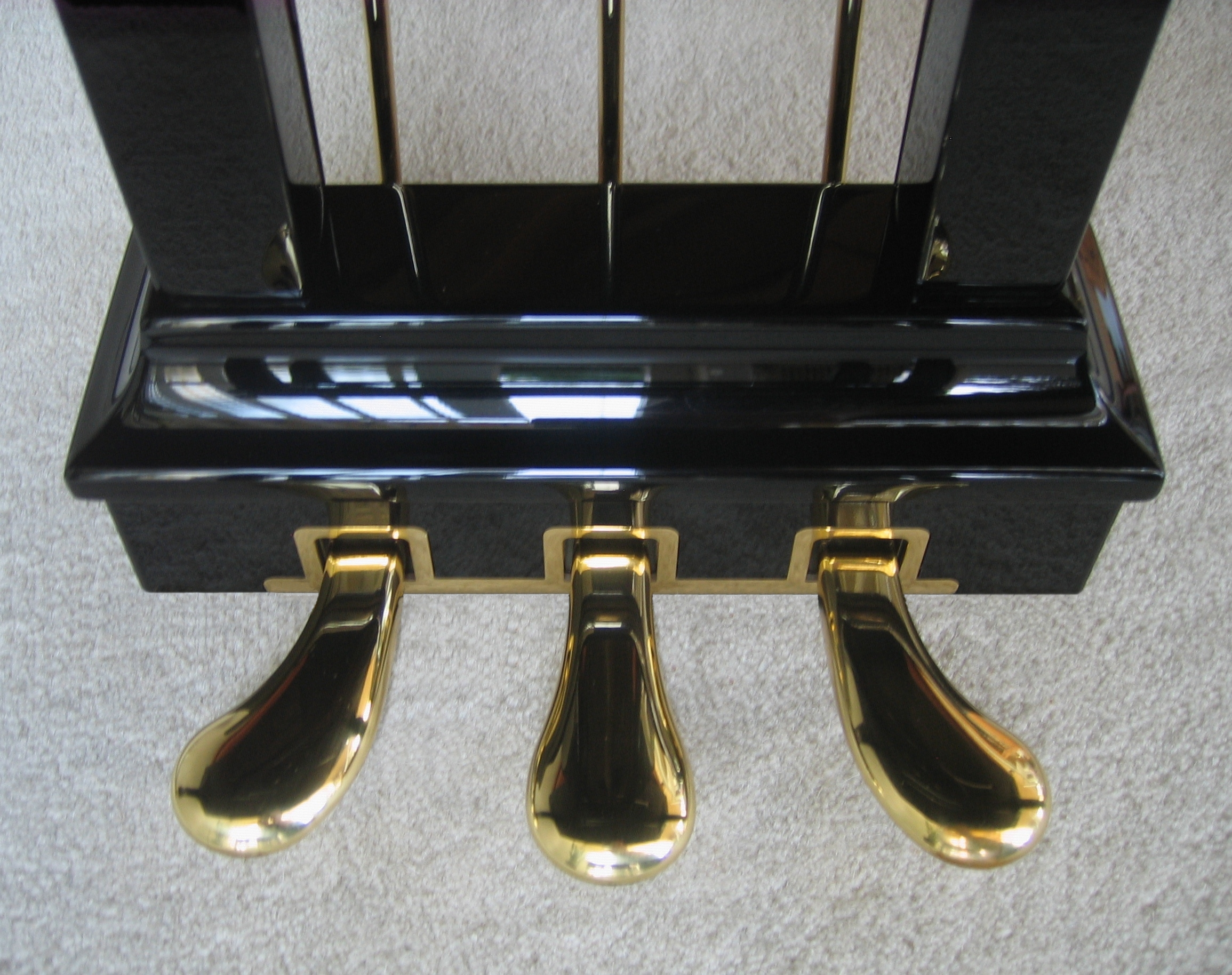
Da sinistra a destra: il pedale una corda, pedale sostenuto e pedale di risonanza

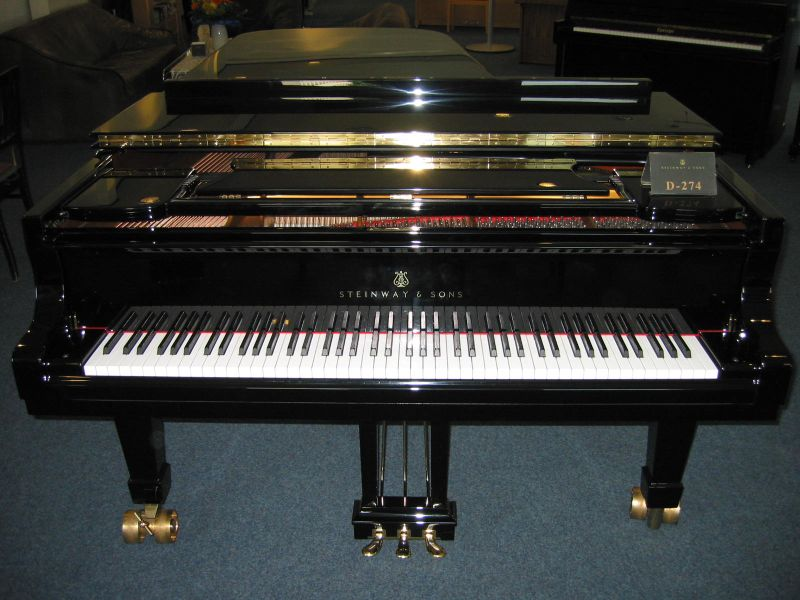
Una panoramica dei pedali del pianoforte, che sono collocati sotto la tastiera del piano

Il pedale una corda è uno dei pedali del pianoforte, generalmente posizionato all'estrema sinistra. Su un pianoforte a coda sposta l'intera meccanica (compresa la tastiera) leggermente verso destra, in modo che i martelletti colpiscano soltanto due delle tre corde che normalmente vengono impiegate per produrre una nota. Questo l'ammorbidisce e ne modifica anche la qualità del tono. Quest'ultima è influenzata anche dal fatto che le due corde vengono colpite per entrare in contatto con una parte del martelletto che non viene spesso colpita; ciò si traduce in un suono più opaco, a differenza di quello brillante che di solito viene prodotto (a causa del feltro che viene indurito dall'uso regolare).

## Storia
La funzione essenziale del pedale una corda è stata codificata da Bartolomeo Cristofori, l'inventore del pianoforte. Su alcuni dei suoi modelli, era possibile spostare il meccanismo dei martelletti in modo che questi colpissero solo una delle due corde per nota. Il meccanismo di Cristofori era un arresto manuale, che richiedeva una mano libera per il suo uso. All'epoca di Mozart, erano stati inventati meccanismi che consentivano di svolgere la stessa funzione tramite una leva del ginocchio (situata sotto la tastiera del fortepiano), e alla fine del XVIII secolo venne perfezionato il meccanismo a pedale odierno.
Nel XVIII e all'inizio del XIX secolo, il pianoforte si era evoluto per avere tre corde per la maggior parte delle note. Il pedale una corda di questo tempo era più efficace di oggi, poiché era possibile usarlo per colpire tre, due o anche solo una corda per nota: questa è l'origine del nome "una corda". Nei pianoforti moderni, le corde sono troppo poco distanziate per consentire un vero effetto "una corda": se spostati abbastanza lontano da colpire solo una corda su una nota, i martelli colpirebbero anche la corda della nota successiva.

## Pianoforti verticali e digitali
Sui pianoforti verticali, il pedale una corda aziona un meccanismo che avvicina la posizione di riposo dei martelli alle corde. Dato che i martelletti hanno una distanza minore da percorrere, ciò riduce la velocità con cui colpiscono le corde e quindi il volume viene ridotto, ma ciò non cambia la qualità del tono come fa il pedale una corda su un pianoforte a coda.
I pianoforti digitali spesso usano questo pedale per modificare i suoni non del piano come quelli dell'organo, chitarra o sassofono in modi appropriati per quegli strumenti. Quindi la modulazione, la velocità dello speaker Leslie, il vibrato e così via possono essere controllati in tempo reale.

## Notazione musicale
L'uso del pedale una corda è generalmente annotato anche con i termini "due corde", per mostrare quando il pedale dovrebbe iniziare a essere usato, e "tre corde" o "tutte le corde" per quando dovrebbe essere rilasciato. Vi è discrezione per l'esecutore nel suo uso, tuttavia, e può essere usato quando non c'è notazione se egli crede che il suo timbro o silenzio sia richiesto dall'opera.